# Huchenneville
Huchenneville és un municipi francès situat al departament del Somme i a la regió dels Alts de França. L'any 2007 tenia 657 habitants.

## Demografia

### Població

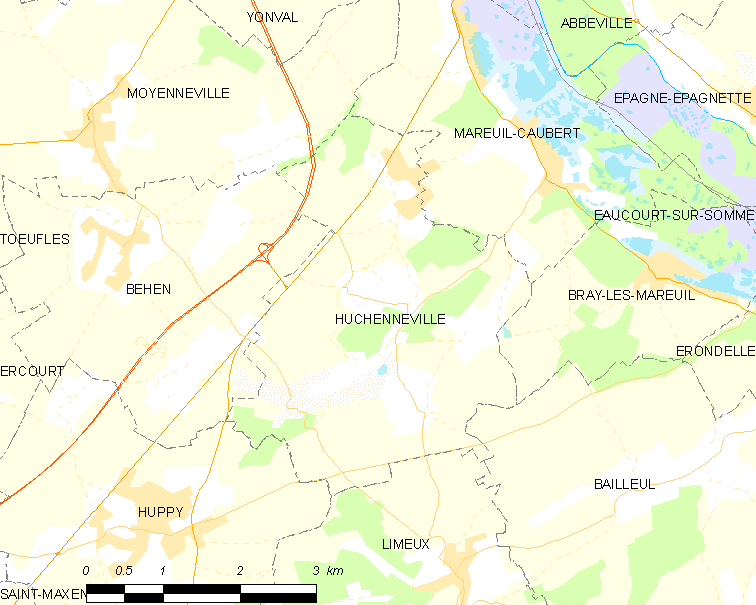

El 2007 la població de fet de Huchenneville era de 657 persones. Hi havia 231 famílies de les quals 44 eren unipersonals (16 homes vivint sols i 28 dones vivint soles), 68 parelles sense fills, 111 parelles amb fills i 8 famílies monoparentals amb fills.

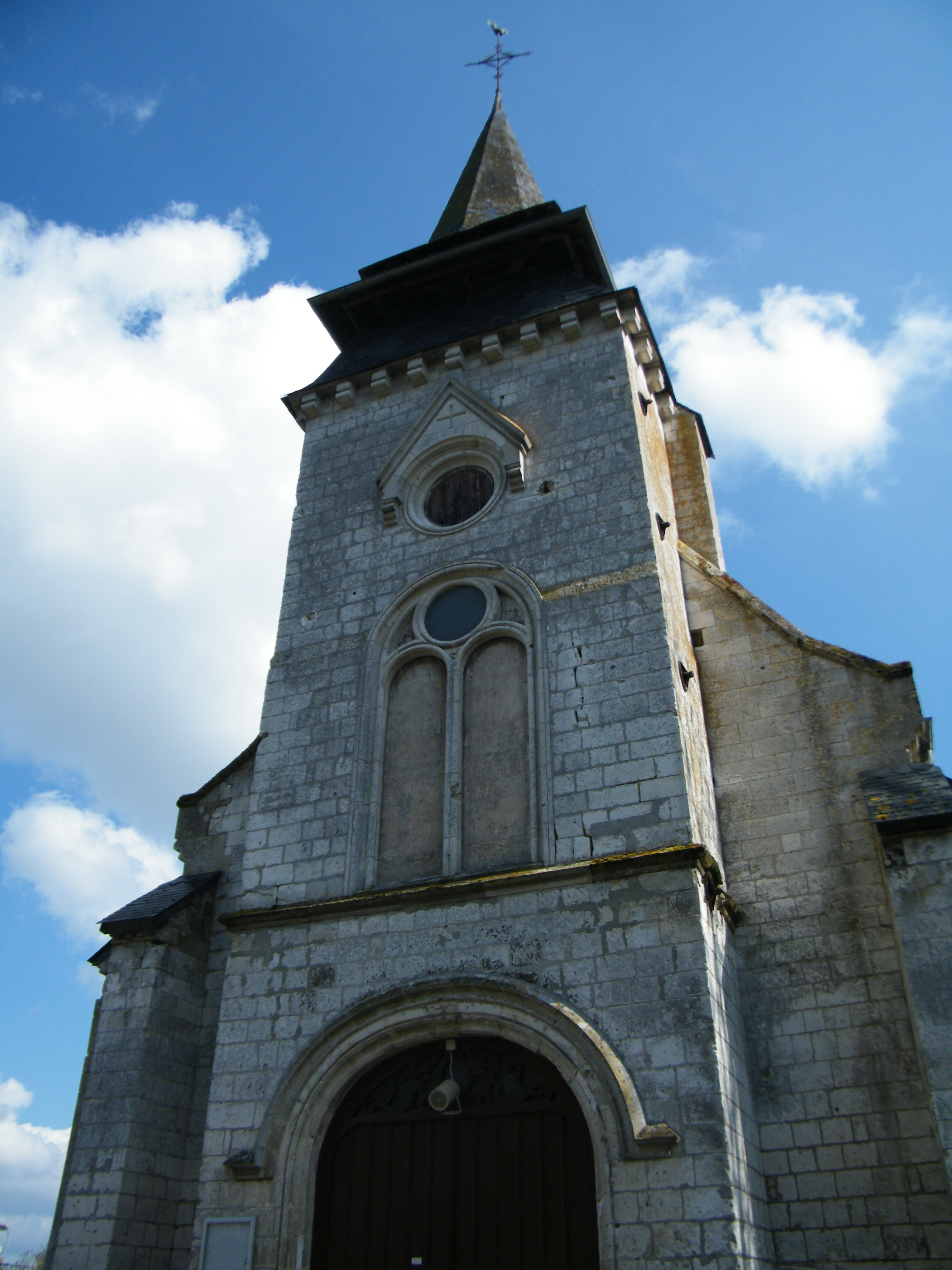

La població ha evolucionat segons el següent gràfic:
Habitants censats

### Habitatges
El 2007 hi havia 267 habitatges, 237 eren l'habitatge principal de la família, 14 eren segones residències i 15 estaven desocupats. Tots els 267 habitatges eren cases. Dels 237 habitatges principals, 208 estaven ocupats pels seus propietaris, 25 estaven llogats i ocupats pels llogaters i 5 estaven cedits a títol gratuït; 9 tenien dues cambres, 33 en tenien tres, 67 en tenien quatre i 129 en tenien cinc o més. 171 habitatges disposaven pel capbaix d'una plaça de pàrquing. A 93 habitatges hi havia un automòbil i a 118 n'hi havia dos o més.

### Piràmide de població

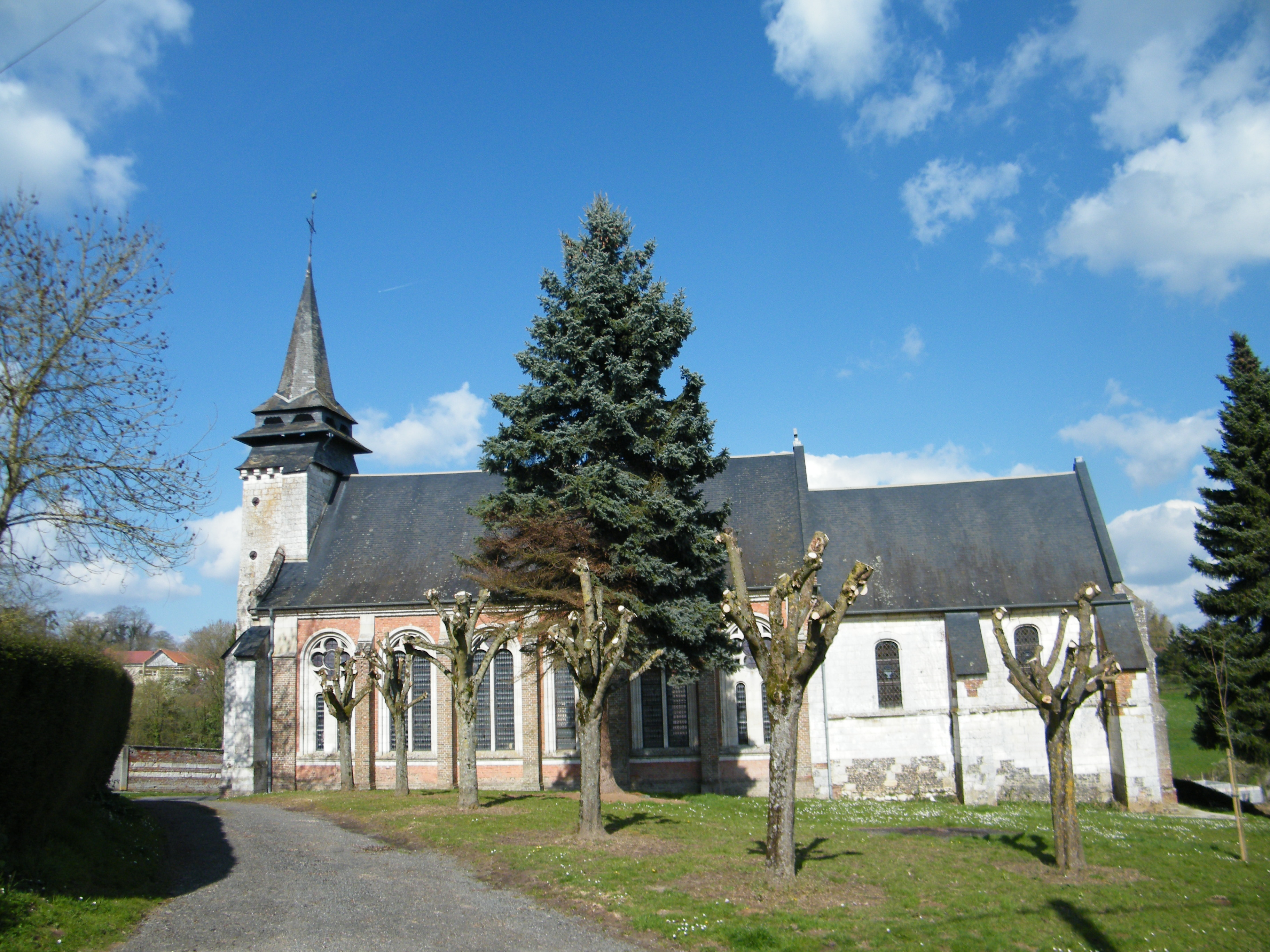

La piràmide de població per edats i sexe el 2009 era:
| Homes | Edats   | Dones |
| ----- | ------- | ----- |
| 0     | 95 o +  | 0     |
| 0     | 90 a 94 | 0     |
| 4     | 85 a 89 | 8     |
| 0     | 80 a 84 | 12    |
| 20    | 75 a 79 | 8     |
| 8     | 70 a 74 | 16    |
| 0     | 65 a 69 | 8     |
| 16    | 60 a 64 | 8     |
| 12    | 55 a 59 | 12    |
| 28    | 50 a 54 | 28    |
| 24    | 45 a 49 | 28    |
| 44    | 40 a 44 | 32    |
| 28    | 35 a 39 | 28    |
| 24    | 30 a 34 | 16    |
| 12    | 25 a 29 | 24    |
| 16    | 20 a 24 | 16    |
| 24    | 15 a 19 | 33    |
| 40    | 10 a 14 | 20    |
| 16    | 5 a 9   | 16    |
| 24    | 0 a 4   | 32    |

## Economia

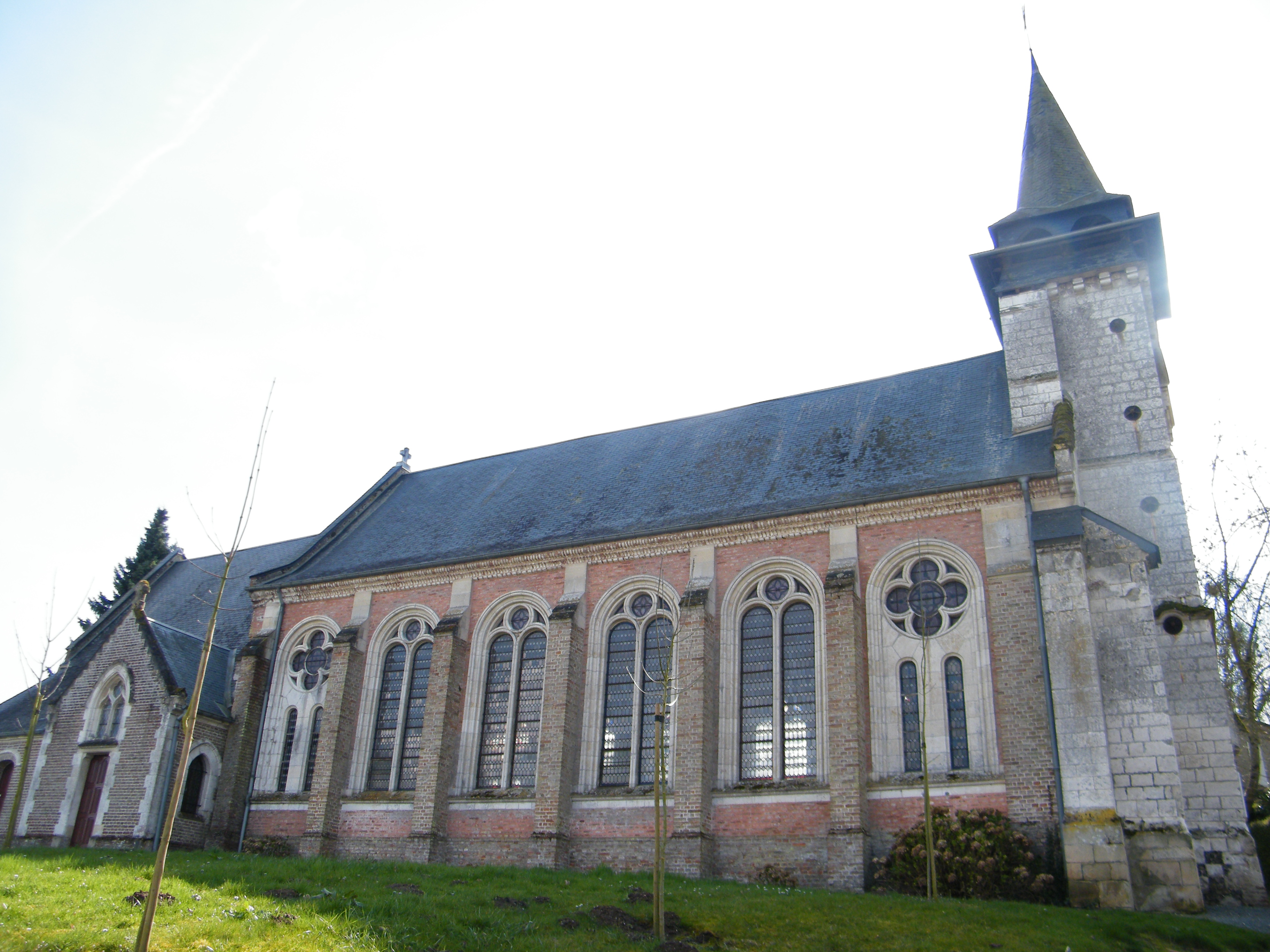

El 2007 la població en edat de treballar era de 433 persones, 299 eren actives i 134 eren inactives. De les 299 persones actives 265 estaven ocupades (153 homes i 112 dones) i 34 estaven aturades (17 homes i 17 dones). De les 134 persones inactives 46 estaven jubilades, 34 estaven estudiant i 54 estaven classificades com a «altres inactius».

### Ingressos

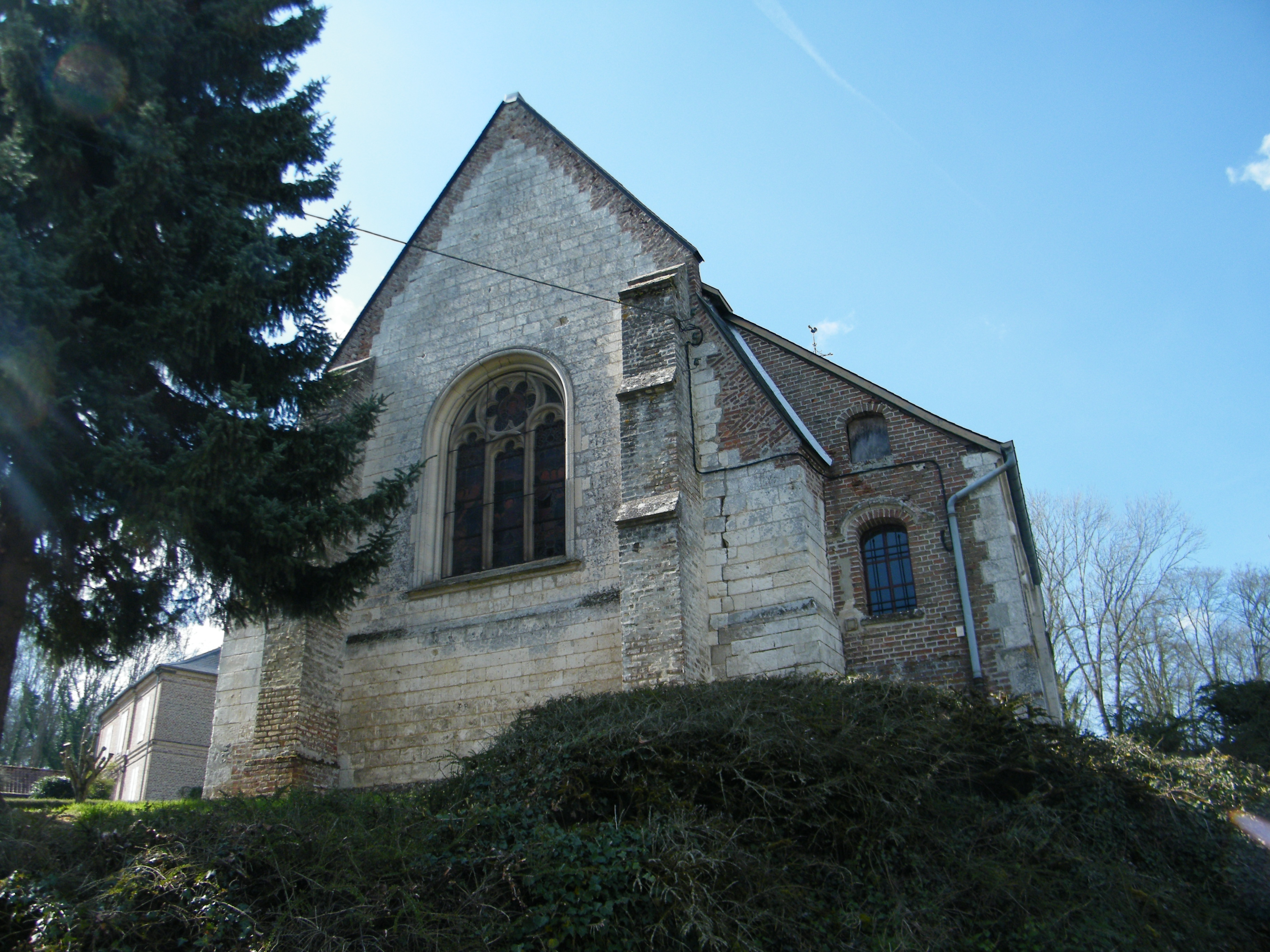

El 2009 a Huchenneville hi havia 245 unitats fiscals que integraven 677,5 persones, la mediana anual d'ingressos fiscals per persona era de 17.555 €.

### Activitats econòmiques
Dels 16 establiments que hi havia el 2007, 2 eren d'empreses de fabricació d'altres productes industrials, 4 d'empreses de construcció, 2 d'empreses de comerç i reparació d'automòbils, 2 d'empreses de transport, 1 d'una empresa d'hostatgeria i restauració, 1 d'una empresa de serveis, 2 d'entitats de l'administració pública i 2 d'empreses classificades com a «altres activitats de serveis».
Dels 4 establiments de servei als particulars que hi havia el 2009, 2 eren fusteries, 1 lampisteria i 1 electricista.
L'any 2000 a Huchenneville hi havia 22 explotacions agrícoles que ocupaven un total de 825 hectàrees.

## Equipaments sanitaris i escolars

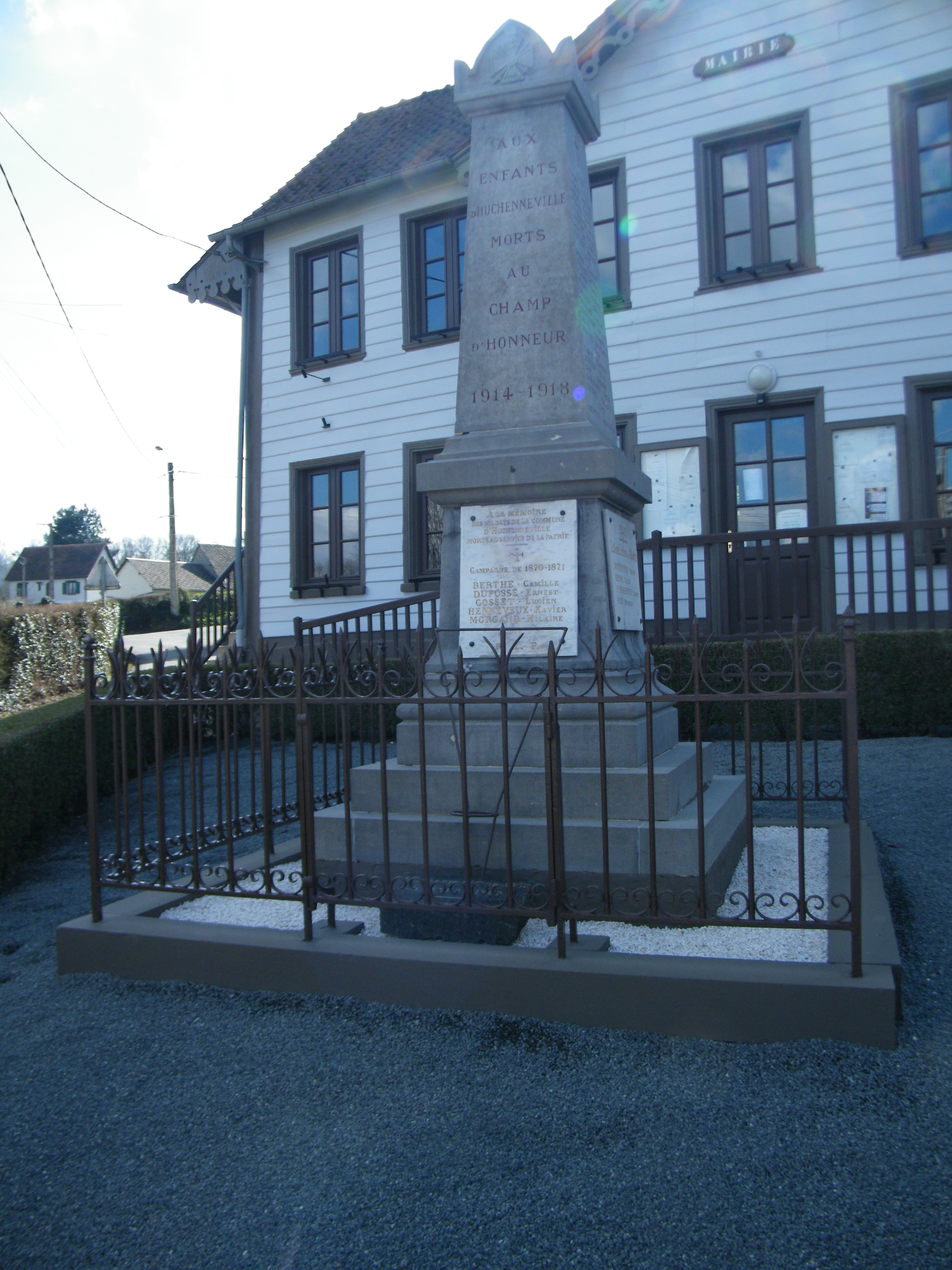

El 2009 hi havia una escola elemental.

## Poblacions més properes

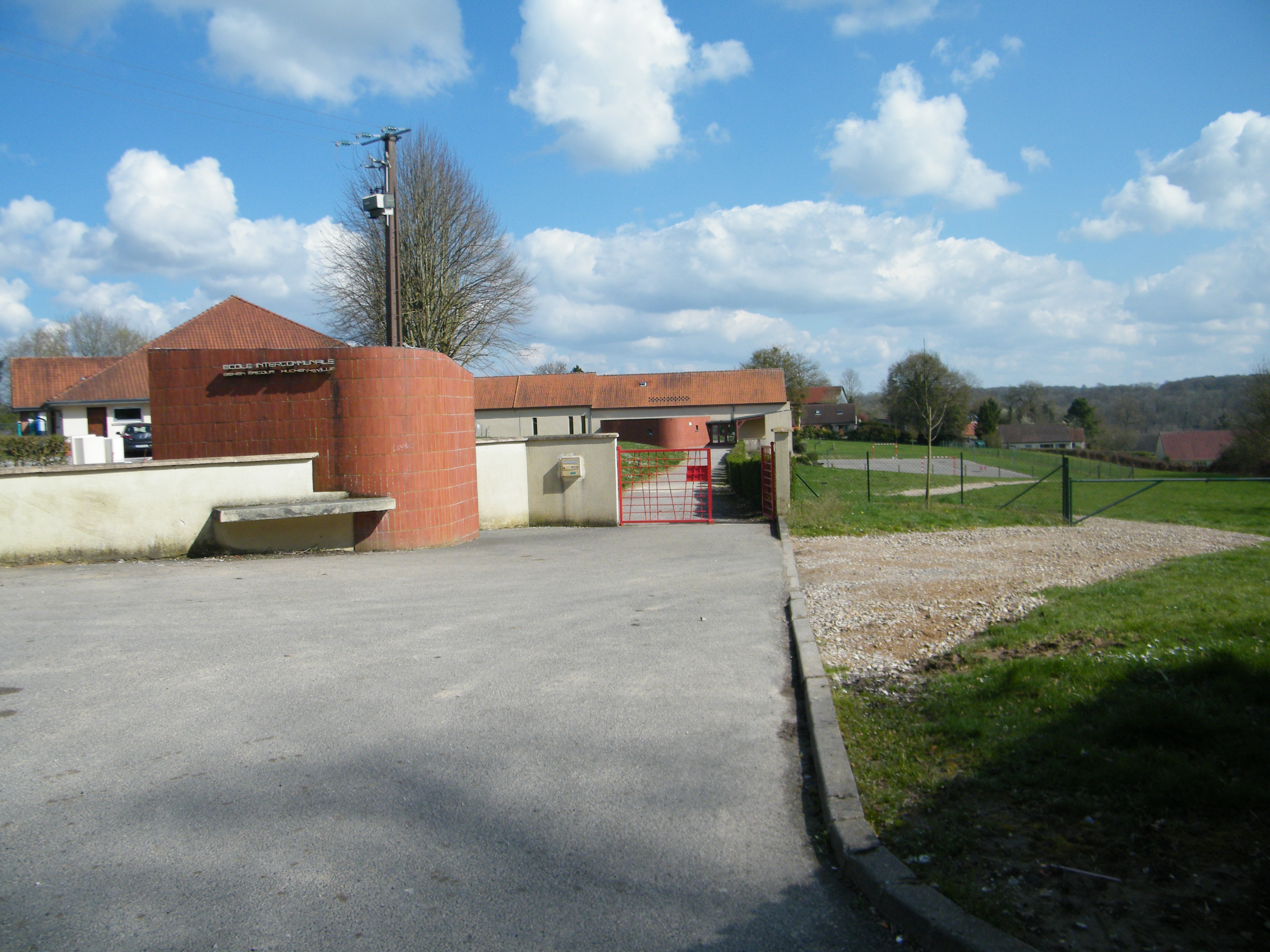

El següent diagrama mostra les poblacions més properes.